# 中国运载火箭
中国运载火箭中最知名的是长征系列运载火箭，承接了中国大部分太空发射任务。其中，长征十一号采用固体燃料，可以采用轮式发射车机动发射或海上发射。此外，中国航天科技集团有限公司与中国航天科工集团有限公司还推出了商业固体运载火箭“捷龙”及“快舟”系列。
2014年中國国务院鼓励民间资本发射和运营商业遥感卫星，多家民营航天发射服务公司相继成立。民营商业航天公司研发的固体运载火箭主要有北京零壹空间科技有限公司的OS系列，蓝箭航天技术有限公司的朱雀一号，北京星际荣耀空间科技有限公司的双曲线一号，星河动力（北京）空间科技有限公司的谷神星火箭等等。上述固体火箭起飞质量均为30噸左右，3~4级串联构型，直径不超过1.4米，500公里太阳同步轨道（SSO）运载能力集中在300公斤以内。
从事液体运载火箭研制的民营商业航天公司主要有：蓝箭航天、星际荣耀、翎客航天、北京星途探索科技有限公司、深蓝航天、天兵科技等。其推出的火箭产品推进剂主要为液氧煤油和液氧甲烷，起飞质量均为100噸级或以上，2~3级串联构型，近地轨道运载能力为1.5噸级或以上。

## 国营

### 长征系列
中国从1965年开始在东风-3导弹基础上研制长征火箭。1970年“长征一号”首次发射“东方红一号”卫星成功。长征系列运载火箭有：长征一号、长征二号、长征三号、长征四号、长征五号、长征六号、长征七号、长征八号和长征十一号9个系列，具备发射低、中、高不同地球轨道、不同类型卫星及载人飞船的能力，具备发射无人深空探测器的能力，能够满足不同任务的多种需求。目前长征系列运载火箭能够向距离地面2000千米以内的低地球轨道发射25吨的航天器，向太阳同步轨道发射5吨的航天器，向地球同步转移轨道发射14吨的航天器，入轨精度处于国际先进水平。截至2021年9月20日，长征系列运载火箭已发射389次。

### “龙”系列
2019年中国航天科技集团有限公司第一研究院所属的中国长征火箭有限公司召开“龙”系列运载火箭发布，推出了“捷龙”固体商业运载火箭系列、“腾龙”液体商业运载火箭系列的研制计划和未来发射计划。
- “捷龙”系列包括捷龙一号、二号、三号三型固体运载火箭，以及捷龙-S亚轨道运载器，由中国运载火箭技术研究院以纯商业模式研制。该系列火箭可提供500km太阳同步轨道200kg-1.5t的运载能力，直径1.2m-3m的整流罩。[5]
- “腾龙”系列商业运载火箭为采用液体推进剂的中型运载火箭，未来设计有可重复使用能力。[6]

### 快舟系列
- 快舟一号运载火箭是由中国航天科工集团火箭技术有限公司研制的星箭一体化全固体燃料运载火箭，采用了「星箭一体化技术」，偏重于“空间快速响应能力”。全长约20m，直径1.4m，火箭共3级，第4级为装有液体燃料的卫星。太阳同步圆轨道的运载能力为200kg/700km[7]。快舟一号甲运载火箭是在原快舟一号星箭一体化运载器的基础上改进研制的一款通用型固体运载火箭，扩展了整流罩的长度和直径，增加了搭载卫星的空间[8]。
- 快舟十一号运载火箭全固体燃料运载火箭，直径2.2米，起飞质量78吨，近地轨道最大运载能力1500kg，太阳同步轨道运载能力1000kg/700km，主要承担400km-1500km近地和太阳同步轨道小卫星、微小卫星单星及多星组网发射任务，是中国目前运载能力最强、起飞质量最大、箭体直径最大的新型固态运载火箭。[9]

## 民营
| 公司名称 | 注册时间 | 火箭型号   |
| -------- | -------- | ---------- |
| 凌空天行 | 2012.8   | 天行系列   |
| 翎客航天 | 2014.1   |            |
| 蓝箭航天 | 2015.6   | 朱雀系列   |
| 星途探索 | 2015.6   | 星途系列   |
| 零壹空间 | 2015.8   | OS-M系列   |
| 星际荣耀 | 2016.11  | 双曲线一号 |
| 深蓝航天 | 2016.11  | 星云系列   |
| 灵动飞天 | 2017.3   |            |
| 星河动力 | 2018.2   | 谷神星一号 |
| 中科宇航 | 2018.12  | 中科系列   |
| 天兵科技 | 2019.4   | 天龙二号   |
| 星舰天航 | 2020.4   |            |
| 东方空间 | 2020.6   | 引力系列   |
| 火箭派   | 2020.12  |            |
| 华羿鸿达 | 2021.9   | 华羿系列   |

### 中科宇航
中国科学院力学研究所和中科宇航研制的力箭一号运载火箭（中科一号甲）于2022年7月27日首飞成功。该火箭为四级固体构型，具有运载能力大、入轨精度高、固有可靠性高、响应速度快、发射效率高、保障要求低、发射成本低、使用灵活便捷、环境适应性好等一系列突出优点，适用于中小卫星载荷的中低轨低成本快速组网发射。

### 星河动力
- 谷神星一号运载火箭是中国民营航天企业星河动力（北京）空间科技有限公司研制的一种小型固体运载火箭，火箭为四级固体构型设计[b]，第四级为液体上面级。这款火箭于2020年11月7日成功完成首次入轨发射，这次发射是中国民营航天企业首次成功发射卫星入轨太阳同步轨道。2021年12月7日，遥二运载火箭成功实现一箭五星发射，成为中国首家连续成功发射入轨的民营企业。2022年11月16日谷神星一号火箭连续第四次发射成功，累计为7家卫星客户完成了14颗卫星发射。[12]
- 智神星一号是研制中的中大型液体运载火箭，使用液氧/煤油推进剂，预计2023年首飞。[13]

### 星际荣耀
- 双曲线一号是中国民营航天企业北京星际荣耀空间科技有限公司研制的一种小型固体运载火箭，火箭为四级固体构型设计[c]，辅以液体姿控发动机，发射报价为500万美元（约3500万元人民币）[14]。2018年4月5日成功完成首次亚轨道发射，2019年7月25日成功完成首次入轨发射，这次发射是中国民营航天企业首次成功发射卫星入轨[15]。
- 双曲线二号（Hyperbola-2）运载火箭是一款小型液体运载火箭，采用两级串联构型，用于提供小卫星发射服务。 火箭长度为28m，一级箭体直径3.35m，二级箭体直径2.25m，起飞推力106t，近地轨道运载能力为1.9吨。火箭采用液氧/甲烷作为推进剂，无毒无污染；一子级具有垂直着陆回收功能，可以重复使用。[16]

### 蓝箭航天
- 朱雀一号运载火箭是中国首枚发射的民营运载火箭，但由于在飞行过程中第三级出现异常，卫星最终未能入轨。[17]
- 朱雀二号运载火箭是中国民营航天企业蓝箭航天研制的一种中型液体运载火箭，火箭为两级构型设计，采用液氧和甲烷作为推进剂[18]。

### 天兵科技
天龙二号运载火箭于2023年4月2日实现首飞成功，是中国首枚由民营企业研制并成功入轨的液体火箭。

### 东方空间
2024年1月11日，由东方空间研制的引力-1号运载火箭搭载云遥一号18-20星3颗卫星，山东海阳附近海域顺利升空。根据相关报道，截止火箭發射時是推力最大的仅使用固体燃料发动机的运载火箭以及全球最大的固体运载火箭。